# Uden titel
|  | Denne artikel er oprettet af botten PalnaBot ud fra en ekstern database. Den kan derfor have sproglige fejl eller mangler. Denne skabelon kan fjernes efter kontrol af indholdet. |

Uden titel er en kortfilm instrueret af Nicolai Mariegaard efter manuskript af Mikael Rømer.

## Handling
Nogen gange overgår virkeligheden fantasien.